# Autonomi (produktivitetsfaktor)
 For alternative betydninger, se Autonomi. (Se også artikler, som begynder med Autonomi)
Autonomi kan bruges som en produktivitetsfaktor til forøgelse af produktiviteten. 
Medarbejdere er forskellige med hensyn til deres ønske om autonomi eller selvledelse i arbejdet. Nogle værdsætter
det og bliver motiveret af det, hvilket opsætter produktiviteten, mens andre finder det besværligt og bedre kan lide faste rammer. 
En kraftig fokusering på produktivitet i virksomheden kan medføre reduktion af medarbejdernes autonomi og dermed tab af motivation og produktivitet hos visse medarbejdere. Derfor kan der være behov for, at der samtidigt med fokuseringen på produktivitet også fokuseres på, hvordan man sikrer medarbejderne autonomi i jobbene.